# Premio García Barros

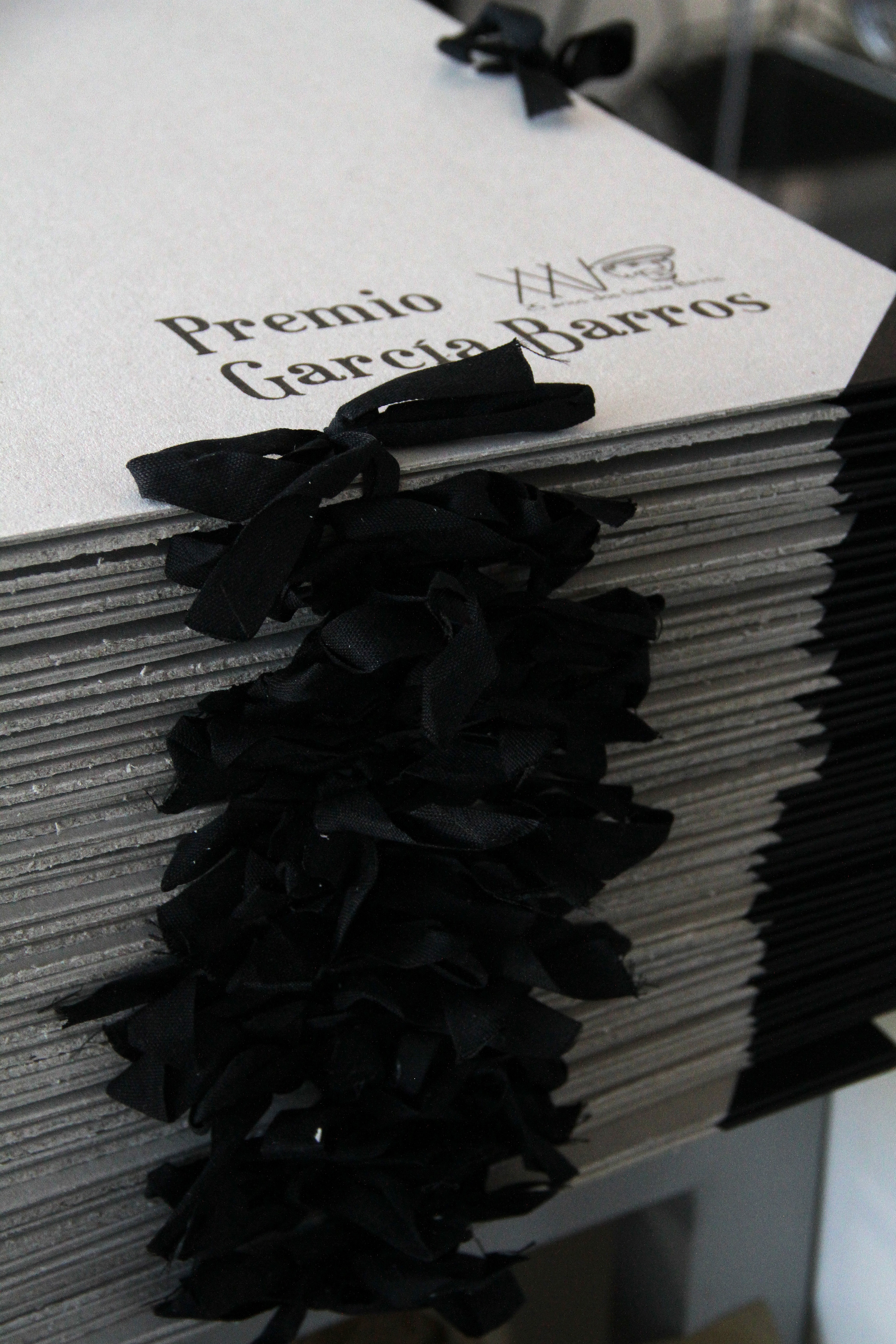
Premio García Barros

El Premio García Barros es un galardón literario gallego, concedido y patrocinado por el ayuntamiento de La Estrada desde el año 1989. Estos premios se instituyen con el objetivo de homenajear la memoria del escritor Manuel García Barros.

## Premiados
Estos fueron los premiados:
- 2021: Alberto Lema, Pazo de inverno.[4]
- 2020: María Rei Vilas, Flores de ferro.[5]
- 2019: Berta Dávila, Carrusel.[6]
- 2018: Ana Cabaleiro, As Ramonas.[7]
- 2017: Marcos Calveiro, O xardineiro dos ingleses.[8]
- 2016: Miguel Sande, A candidata.[9]
- 2015: Manuel Puertas, Lourenço Juglar.[10][11]
- 2014: Alberto Ramos, Máscaras rotas para Sebastian Nell.
- 2013: Ángeles Sumai, La luna de la cosecha.
- 2012: Santiago Lopo, Hora zulú.
- 2011: Antonio Piñeiro, Las fiandeiras.
- 2010: Antón Lopo, Obediencia.
- 2009: Xosé Monteagudo, Un tipo listo.
- 2008: Xesús Constela, Shakespeare destilado.
- 2007: Francisco Castro, Las palabras de la niebla.
- 2006: Manuel Veiga, Lois y Helena buscándose un día de tormenta.
- 2005: Santiago Jaureguízar, Cabaret Voltaire.
- 2004: Xerardo Agrafoxo, Un viaje en el Ford T.
- 2003: Xabier López López, La vida que nos mata.
- 2002: Miguel Ángel Fernández, Un nicho para Marilyn.
- 2001: Bieito Iglesias, La historia se escribe de noche.
- 2000: Antón Riveiro Coello, Las rulas de Bakunin.
- 1999: Xosé Carlos Caneiro, Tal vez melancolía.
- 1998: Desierto. Accésit: Ángel Franco Bañobre, Una esquina en el hondo de la memoria y Juan Ignacio Pérez Méndez, La justicia por la mano.
- 1997: María Gándara, Magog. Accésit: Antón Riveiro Coello, La historia de Chicho Antela.
- 1996: Ex aequo:
  - Alfonso Álvarez Cáccamo, El espíritu de Broustenac.
  - Xavier Queipo, El paso del Noroeste.
- 1995: Manuel Lourenzo González, Arqueofaxia. Accésit: Xavier Alcalá, Memorias del Algarve.
- 1994: Aníbal Malvar, A mano derecha.
- 1993: Xosé Ballesteros, Talego.
- 1992: Manuel Riveiro Loureiro, Cuerpo cansado.
- 1991: Desierto.
- 1990: Xosé Miranda, Historia de un paraguas azul.
- 1989: Manuel Forcadela, Paisaje con mujer y barco.